# Asociación de Críticos de Cine de Austin
La Asociación de críticos de cine de Austin (Austin Film Critics Association en inglés) es una unión de críticos de cine oriundos de Austin, Texas que, cada fin de año y de manera anual, entrega sus premios a lo más destacado en materia cinematográfica. Un premio especial, el Austin Film Award, es dado a la mejor película oriunda de la ciudad, o a la mejor película de un realizador nacido en esa localidad.

## Películas ganadoras
| Año  | Película ganadora   |
| ---- | ------------------- |
| 2005 | Crash               |
| 2006 | United 93           |
| 2007 | There Will Be Blood |
| 2008 | The Dark Knight     |
| 2009 | The Hurt Locker     |
| 2010 | Black Swan          |
| 2011 | Hugo                |
| 2012 | Zero Dark Thirty    |
| 2013 | Her                 |
| 2014 | Boyhood             |

## Películas con más premios
- 5 premios: There Will Be Blood (2007, incluyendo mejor película); The Dark Knight (2008, incluyendo mejor película); Black Swan (2010, incluyendo mejor película).

- 4 premios: Juno (2007); Take Shelter (2010).

- 3 premios: The Hurt Locker (2009, incluyendo mejor película); Inglourious Basterds (2009); Drive (2011); The Master (2012); Her (2013, incluyendo mejor película); 12 Years a Slave (2013); Boyhood (2014, incluyendo mejor película); Birdman (2014); Nightcrawler (2014).

## Premios por año
- 2005
- 2006
- 2007
- 2008
- 2009
- 2010
- 2011
- 2012
- 2013